# Duby v Pekle
Duby v Pekle je skupina památných stromů rostoucí východně od obce Kout na Šumavě. Tři duby letní (Quercus robur L.) rostou na okraji lesa v blízkosti jezírek v lokalitě „Peklo“. Jejich výška dosahuje 26, 27 a 27 m, obvody kmenů 615, 502 a 443 cm (měřeno 2009).

Duby jsou chráněny od 30. ledna 2010 jako krajinná dominanta, významný krajinný prvek.

## Stromy v okolí
- Bílkovský dub
- Bílkovský javor
- Dub nad Spáleným rybníkem
- Dub u Váchalovského mlýna †
- Duby nad rybníkem Bílka
- Jasan u Starého Dvora
- Lípa u Krysálů
- Lípa za Bečvárnou †
- Dub v třešnové rovci
- Starodvorské duby
- U Čtyřech lip
- Zámecká lípa